# Plexippus zabkai
Plexippus zabkai är en spindelart som beskrevs av Biswas 1999. Plexippus zabkai ingår i släktet Plexippus och familjen hoppspindlar. Inga underarter finns listade i Catalogue of Life.